# Präparateliste der Naturheilkunde
Die Präparateliste Naturheilkunde - die grüne Liste ist ein naturheilkundliches Arzneimittelverzeichnis und wird von der Mediengruppe Oberfranken - Buch- und Fachverlage GmbH & Co. KG in Kulmbach verlegt. Sie enthält Kurzinformationen zu in Deutschland vermarkteten Naturheilmitteln. 
Sie erscheint jährlich aktualisiert als Buchausgabe. Die erste Auflage wurde 1979 vom Sommer-Verlag, Teningen, herausgegeben. Ende der 1990er Jahre erwarb der Verlag Urban & Fischer die Veröffentlichungsreihe. Im Januar 2015 hat die Mediengruppe Oberfranken – Fachverlage GmbH &Co. KG die Präparateliste Naturheilkunde vom Tischler Verlag, Berlin, übernommen. Die 36. Ausgabe erschien 2016 mit 720 Seiten zum Preis von 49,95 € (ISBN 978-3-945695-25-8). Die Veröffentlichung der Präparateinformationen liegt in der Verantwortung der Hersteller.
Die Präparate sind nach Krankheitsbildern geordnet, außerdem gibt es Verzeichnisse nach Präparategruppen, ein alphabetisches Präparateverzeichnis, und ein Herstellerverzeichnisses. Kurzbeschreibungen von etwa 150 der wichtigsten homöopathischen Einzelmittel sind enthalten. Angehängt sind ein Glossar, ein Adressverzeichnis, Informationen über die Arzneimittelkommission der deutschen Heilpraktiker, und das Sonderthema Chinesische Heilmittel.